# سرخیو باتیستا
سرخیو دانیل باتیستا (اسپانیایی: Sergio Daniel Batista‎؛ زادهٔ ۹ نوامبر ۱۹۶۲) یک بازیکن فوتبال اهل آرژانتین است.

## باشگاهی
از باشگاه‌هایی که در آن بازی کرده‌است می‌توان به ریورپلاته و آرژانتینوس جونیورز اشاره نمود. 

## تیم ملی
وی همچنین در تیم ملی فوتبال آرژانتین بازی کرده‌است.

## افتخارات
وی در مسابقات کشوری و بین‌المللی در مجموع برنده ۱ مدال طلا شده‌است.